# Acerodon leucotis
La volpe volante dalle orecchie bianche (Acerodon leucotis Sanborn, 1950) è un pipistrello appartenente alla famiglia degli Pteropodidi, diffuso nell'Arcipelago delle Filippine.

## Descrizione

### Dimensioni
Pipistrello di grandi dimensioni, con la lunghezza totale tra 220 e 250 mm, la lunghezza dell'avambraccio tra 132 e 165 mm e la lunghezza delle orecchie tra 29 e 32 mm.

### Aspetto
Il colore del dorso è marrone chiaro, le spalle sono giallo-brunastre, mentre le parti ventrali sono castane dorate, cosparse di peli argentati. La testa è bruno-olivastra, cosparsa di peli nerastri particolarmente tra gli occhi. Sono presenti due ciuffi di peli color ruggine intorno alle ghiandole del collo. Il muso è lungo ed affusolato, gli occhi sono grandi. Le orecchie sono chiare ed appaiono bianche controluce. È privo di coda, mentre l'uropatagio è ridotto ad una sottile membrana lungo la parte interna degli arti inferiori. La sottospecie A.l. obscurus è più scura. Il colore del suo mantello tende al bruno-nerastro. Questa specie è stata per molti anni assegnata al genere Pteropus.

## Biologia

### Alimentazione
Si nutre di specie native di Ficus.

### Riproduzione
L'aspettativa di vita è di 6-8 anni.

## Distribuzione e habitat
Questa specie è diffusa nell'Arcipelago delle Filippine.
Vive nelle foreste primarie e secondarie fino a qualche centinaio di metri di altitudine. È stato osservato anche in ambienti degradati come le foreste secondarie e le praterie.

## Tassonomia
Sono state riconosciute due sottospecie:
- A.l. leucotis: Busuanga, Balabac;
- A.l. obscurus (Sanborn, 1950): Palawan e Isola di Bat.

## Conservazione
La IUCN Red List, considerato il declino della popolazione del 30% negli ultimi 15 anni, dovuto alla caccia e al degrado del suo habitat, classifica A. leucotis come specie vulnerabile (VU).

La CITES ha inserito questa specie nell'appendice II.